# 500ラミー
500ラミー（ファイブハンドレッド・ラミー）は、ピノクルラミー、ミシガンラミー、ペルシャラミー、ラミー500または500ラムとも呼ばれ、日本国外では人気のあるラミータイプのトランプゲームである。カナスタや他のいくつかのゲームは、このラミーの形から発展したと考えられてある。500ラミーの特徴は、各プレイヤーが作成し、プレーできたセットのカードの点を獲得することにある。 2〜8人でプレイできるが、3〜5人が最適とされている。

## ルール

### 手札の配布
500ラミーは、日本でも一般的に使用されているトランプを使用して遊ぶことができる。52枚に加え1枚または2枚のジョーカーを含む53〜54枚のカードを使用する。 5人以上のプレイヤーでプレイする場合は、2組のカードを使い、合計104〜108枚のカードで遊ぶ。
カードをシャッフルし、1枚引く。最も低いランクを引いたプレイヤーがゲーム開始直後のディーラーを務める。なおエース(A)は最も低いとみなす。ディーラーがシャッフルし、ディーラーの右のプレーヤーがカットする。ディーラーの左隣から、時計回りに、各プレイヤーに裏向きにカードを1枚ずつ配る。配られるカードの数は、プレイヤーの数によって異なる。
| プレイヤー数 | 配られるカードの数 |
| ------------ | ------------------ |
| 2人          | 13枚               |
| 3人以上      | 7枚                |

残りのカードは、プレイヤーの間に裏向きに1つの束にして積んでおく。これを以降「山札」と呼ぶ。山札の一番上のカードを表向きにして、山札の近くに置く。これを「捨て札置き場」とする。ゲーム中、捨て札置き場に追加されたカードは、すでに捨て札置き場にあるカードの上に表向きに重ねていく。捨て札置き場に重なったカードは、その中のカード全てをすぐに見ることができるよう、少しずつずらしながら重ねる必要がある。プレイヤーは、必要に応じて、広げ方を変えたり、ずらしたりしても構わないが、捨て札置き場の順序を変更することはできない。なお、ディーラーは各ランドの終了時に左隣に移す。
オプションルールとして、捨て札をプレイヤーが決めるルールがある。ディーラーの左隣がラウンド開始直後の手番を行うプレイヤーになり、1枚余分に手札を受け取る。その後、手札から、捨て札置き場の1枚目を選んで置く。次のラウンドのディーラーは、「そのラウンドで勝者」が務める。

### ゲームの流れ
ゲームの目的は、一般的なラミーのように、特定のカードの組み合わせを出し、点数を得ること、そして手札を無くすことである。これを「メルド」と呼び、メルドには、同じランク(数字)の3枚または4枚のカードを出す、「セット」
（8♠ 8♥ 8♣または8♦ 8♠ 8♥ 8♣ など）と、同じスート(マーク)の3枚以上のカードの連番を出す「ラン」がある。（8♠ 9♠ 10♠ など）
なお、ローカルルール等では、ランを作るために必要な最低枚数が3枚ではなく4枚でなければならない、と定めることもある。（例： 7♠ 8♠ 9♠ 10♠ ）。
Jは[11]、Qは[12]、Kは[13]として考慮する。
エース(A)はキング(K)よりも大きい[14]として扱うか、2よりも小さい[1]として扱うことができる。
つまり、（ Q♠ K♠ A♠）または（ A♠ 2♠ 3♠ ）としてエース(A)を出すことができる。 
なお、K-A-2のように、[1]と[14]が両立することができる場合もあれば、禁止されることも有る。たいていの場合は、禁止されることが多い。
禁止されない場合、 Q♠ K♠ A♠ 2♠ のようなランも認められることになる。
ラウンド開始直後の最初の手番はディーラーの左隣のプレイヤーが行う。
手番が来たプレイヤーは、山札の1番上のカードか、捨て札置き場から「任意の」カードを引く。1度山札からカードを取ると、捨て札を取った方がよいことに気づいても、やり直したりはできない。ただし、捨て札置き場からカードを引く場合、次の2つの条件をともに満たさなければならない。
1. 取りたいカードの上にカードが重なっているときは、上にあるカードも引き取る義務がある。
2. 取ったカードは、その手番中にメルドの中に含めて出すか、メルドに付け足すことができるなら、付け足す義務がある。

なお、1.の条件で、上に重なっていたために引き取ったカードには、メルドとして出す/付け足す義務はないが、メルドの作成やメルドへの付け足しに使えないわけではない。単純に手札に持っておくこともできる。なお、選んだカードを処理するまでは脇によけて置くとよい。避けておいたカードは手札に入っているとみなし、手番終了時に手札に加える。
プレイヤーがカードを山札か捨て札置き場からとった後、から捨てるまでに、手番プレイヤーは、前述した「メルド」をテーブル中央等、全員が確認できて、かつ手の届く場所に置き、点数を得ることができる。また、手番プレイヤーは1枚ずつ、すでに出されているメルドに対して続きのカードを付け足すこともできる。この付け足しを「レイ・オフ」と呼ぶ。
レイ・オフの例を挙げると、すでに置かれている誰かのメルドとして[7♦ 7♣ 7♥]を出しているのなら、 7♠を付け足すことができる。
また[8♠ 9♠ 10♠]のようなランがあれば、例えば、 6♠ 7♠を付け足すことが可能である。
レイ・オフされたカードは、そのプレイヤーの手前に置かれるが、メルドに付け足されているため、直前のスペードのランは、6♠ 7♠ 8♠ 9♠ 10♠となっていることに注意する。
最後に、1枚だけ手札から選んで、捨て札置き場に重ねて置き、 手番を終了する。
通常は、その手番プレイヤーのみが、カードを引いてから捨てるまでの間にメルドを置くが、オプションルールでは、他人の手番であったとしても、メルドやメルドに対するレイ・オフをすることができる。
ラウンドは、1人以上が手札を無くすまで終了しないため、そうなるまではいつでも好きなときにメルドを置くことができる。
準備の段階でジョーカーが使用されている場合、ワイルドカードとして扱い、任意のカードとして扱うことができる。たとえ、扱いたいカードがメルドなどによって表になっていても、ジョーカーをそのカードの代用にしても構わない。例えば、スペードの10がすでにメルド等によって表になっていたとしても、ジョーカーはスペードの10として扱っても構わない。
ラウンドの終了は、誰かの手札が無くなったとき、もしくは山札が無くなったときに終了する。なお、手札を無くしたことによるボーナス点は基本的にない。

### 捨て札について
捨て札置き場から拾うとき、すでにメルドされているものに対して使うために1枚だけを取ることはできない。捨て札置き場からカードを含めて3枚以上のカードで構成されたメルドを出す場合にのみ、捨て札置き場から拾うことができる。
1つのバリアントルールとして、プレイヤーはメルドに対して1,2枚のカードを捨て札置き場からとることができるようにすることも可能である。
さらなるバリエーションとして、捨て札置き場の最も上のみを取ることしかできないが、それを出さずに持っておくこともできる。

### 得点計算
絵札(J,Q,K)についてはすべて10点とする。数字の10も同様に10点とする。
それ以外の、A~9は5点とするが、J-Q-K-Aのように、[14]とみなしたAは15点となる。
また、ジョーカーも15点として扱う。
なお、1ラウンド目に30点以上取っていない場合には、点数を計算しない。以降も、30点以上を獲得できていないなら、計上されない。逆に、1度でも30点を超えれば以降はそれを下回ったとしても計上され続ける。
誰かの手札が無くなったとき、即座にラウンドが終了する。その後、得点計算を行う。プレイヤーは各々がメルドやレイ・オフによって出したカードを集め、上記のように点数を合計する。これが「プラス点」になる。手札が残っているプレイヤーは、手札の点数も同様にして計算する。手札の点数は「マイナス点」となるため、獲得する点数は、「メルドとレイ・オフの点数」ー「手札の点数」で求められる。たまに、マイナス点の結果になる場合もある。
つまり、あるプレイヤーのメルドやレイ・オフの点数が85点で、手札のカードの合計が90点であれば85-90=(-5)となり、そのプレイヤーの累計点数から5ポイントが差し引かれる。山札のカードが無くなったとき、もはや誰もメルドなどを手札から出せなくなったときは、手札の点数を考慮しない。
累計点数が+500点に達したプレイヤーがゲームの勝者となる。 2人以上のプレイヤーが同じラウンドで+500点以上になった場合は、その中で点数の高いほうが勝者とする。

#### 別の得点計算の方法
上記の得点計算は、少し複雑で特にAの扱いについては混乱を招きやすい。そこで、下記に簡略化したりと、変更した得点計算の方法を示す。この方法によって、Aはとてもダイナミックなカードに変化するため、通常の得点計算と入れ替えて使えば、一長一短ではあるが、変化が生まれることだろう。
- Aをどのように使ったとしても一律15点とする。
- 上記のルールの15点を25点にする。
- [14]として使ったAを15点とする。ただし、Aを4枚合わせたセットはAを1枚25点とする。(つまり100点)
- ゲームをよりスピーディにするため、Aの[1]と[14]を同時に使ってもよい。つまり、K-A-2を含んだランが許可される。
- A以外はすべて5点とする。
- 必要に応じて、これらのスコアをすべて5で割る。終了時の点数も100とする。

#### ボートハウス・ルール
ラミーを遊んでいると、最後の1枚を手番終了時の捨て札で使い、手札を無くす、という光景がしばしばある。手番を終了することを示すために、捨て札をする、と考えることもできるが故、それを逆手に取ると「捨て札が出来なければ手番をちゃんと遂行したことにならない」という意味に解釈もされる。この考え方はしばし、他のラミーのルールにも適用されている。
例を挙げよう。プレイヤーが手札に3を2枚持っている時、山札から3を引いたとする。これで3のセットができるが、メルドを出してしまうと、捨て札ができなくなるため、手札を無くす、いわゆる「アがる」ことができない。
この考え方を導入したのが、ボートハウスルールであり、最後に出すカードが、セットに含まれており、かつ「捨て札から拾ってきたカード」であってはならない。
このルールは選択ルールのため、ゲームを始める前に取り決めておく必要がある。
また、山札が無くなったとしても、プレイヤーは任意で捨て札置き場から引きつづけることもできる。続けないことを認めてようやくラウンドが終了し、この時点でようやく手札の点数計算を行う。
さらに、捨て札を改めてシャッフルし、新たな山札として続ける方法もある。
他にも、誰かが上がるまで、山札をなしの状態で続けることもできる。
たまに、バリエーションルールでは、プレイヤーは山札から2枚のカードを引くことがある。このルールは、 Windows 95用のBestof CardGamesやWindows 8用のCardHeroなど、いくつかの500ラミー用のゲームで見ることができる。

#### 対戦相手の手札に関するルール
ルールの変更点として、手札に残ったカードの点数を減点とする代わりに、手札を無くしたプレイヤーへの加点とするルールもある。これは山札が無くなったときに誰も手札を無くしていなかった時に採用する。(前術のボートハウス・ルールの項を参照すること)
- 2人、もしくは2チームで遊んでいる時は、相手の手札を加算する。
- 3人以上の場合は、加算しない。
- 誰かが手札を無くすまで、捨て札を行っていく。

やはりこれも、ゲームのスピードを加速させることを目的としている。こうすることによって、本来、手札での減点となる部分をメルドによって減らすことができる余地を与えている。

## オプションルール

### 神の一手(Dealer's gambit/ディーラーズ・ギャンビット)
通常の500ラミーと同じように進行するが、以下の点で異なる。
- カードは54枚。ジョーカーが2枚入る。なお、4枚を入れて56枚で遊ぶことも有る。
- 通常のラミーとは異なり、常に反時計回りに手番が回る。

各ラウンドの開始時に、ジョーカーを1枚だけ取り除く。その後、シャッフルし、取り除いたディーラーは表向きに、ディーラーの近くに置く。これは「ディーラー・ジョーカー」と呼ばれ、ディーラーの使うことができるジョーカーとなるが、使うためには通常のジョーカーによって「ブロック」されていないことが条件となる。（後述）
ディーラー・ジョーカー以外は残りのカードの中に存在することになる。
手札を配った後、誰も手札を見ない状態で、ディーラーはジョーカーの効果について、以下のいずれかを選ぶことになる。
1. ワイルドカードとする。メルド中のジョーカーは0点として計算する。
2. ダブルカードとする。ジョーカーはいずれかのメルドに対して使う。ジョーカーをすでに公開されているメルドに対して付け足すことができる。付け足されたメルドはその得点が倍になり、「封印」される。「封印」されたメルドに対しては、誰もレイ・オフができなくなる。
3. スプリッターとする。プレイヤーは捨て札置き場に対して、ジョーカーを使うことができる。ジョーカーを使うと、それより下のカードはそのラウンド中ゲームから除外される。上のカードは手札に加えなければならない。この時、選んだカードを基準にジョーカーを入れ替えるように使うが、もちろん選んだカードは通常のルールに従い、メルドかレイ・オフに使わなければならない。

ゲーム中に、他のジョーカーを裏向きに伏せて重ねることによってディーラー・ジョーカーを「ブロック」できる。この状態になると、ディーラーはディーラー・ジョーカーを使用できなくなる。
どんな効果であろうと、手札に残ってしまったジョーカーは0点として計算される。つまり、手札にジョーカーがあったとしてもジョーカーを使わなかったことに対する失点は無い。
ジョーカーの効果を指定する意味として、ディーラーが戦略的に使用し、自分をより強くしたり、他人を弱くすることができる。結果として、このルールはゲームを非常に戦略的にするルールになり、スコアに大きな変動がある長めのゲームになる可能性がある。そのため、250ポイントという終了条件を設けたりする人もいる。

### チーム戦
500ラミーは2vs2のチーム戦で行うこともできる。以下の変更を通常のルールに適用する。
4人は2人ずつにチームを分け、チームの2人はテーブルを挟んで向かい合う。基本的なルールは500ラミーと同じだが、できる限り素早く上がるために互いのセットやランを作ったりレイ・オフするという点で違っている。
誰かが手札を無くした時、ラウンドが終了し、得点計算を行うが、点数は「チーム」での累計で点数を競う。
どちらかのチームが+500点に達したらそのチームの勝利となる。そのラウンドで手札を無くしたのが500点を超えたチームでなくとも、規定点数以上のチームの勝利となる。

### ペルシアン・ラミー
チーム戦の500ラミーと同じように競うが、以下の変更点がある。
- 使うカードは52枚にジョーカー4枚を加えた56枚。
- ジョーカーは1枚20点として計算する。ただし、ジョーカーはワイルドカードとしては見なさず、「セット」のメルドとして出すことができる。つまり、ジョーカーを3,4枚のセットとしてプレーすることができる。
- レイ・オフをせず、1度に4枚のセットを出すことができた場合、その4枚セットの点数は2倍にして計算される。

つまり、ジョーカーが4枚組でレイ・オフすることなく出た場合は80x2=160点となる。
3枚のジョーカーに1枚のジョーカーをレイ・オフした場合は、60+20=80となる。レイ・オフしたので、この場合は1倍の計算となる。
ジョーカーにかかわらず、4枚のセットであればこのルールが適用される。
- 手札を無くしたプレイヤーには25点のボーナス点が加算される。
- 2ラウンドでゲーム終了とする。

最後に、最高点数を記録したチームが50点を加算し、相手チームとの差を求める。求める。

### ラム
プレイヤーがすでにテーブル上に公開されたメルドに対してレイ・オフできるカードを捨てた場合、「ラム」と宣言できる。 「ラム」を最初に宣言したプレイヤーは、捨てられたカードのみを受け取ることができ、メルドに対してレイ・オフする必要がある。手札のカードと組み合わせて、新たなメルドを作ることはできない。

### セブン・カード・ストレート
7枚のランを公開して手札を無くしたプレイヤーに500ポイントを加算する。これは「ラミー・マスターズ・ハンド(Rummy Master's Hand)」として知られている。